# Konstadínos Konstadinídis
Konstadínos Konstadinídis (en grec moderne : Κωνσταντίνος Κωνσταντινίδης, ou Konstantínos Konstantinídis, né en 1992 à Athènes) est un gymnaste grec, spécialiste des anneaux.